# Lars Carlsson
Pour les articles homonymes, voir Carlsson.
Lars Carlsson, né le 29 janvier 1947 à Karlstad et mort le 17 juin 2024, est un pilote de rallye suédois, ayant couru au niveau international entre 1960 et 1987. 

## Biographie
Carlsson fait ses débuts internationaux au Rallye des 1000 Lacs en 1960, au volant d'une Volvo PV544, épreuve qu'il ne termine pas. Il va attendre cinq ans avant de participer à nouveau aux 1000 Lacs, cette fois sur une Saab 96, terminant sixième de sa catégorie. Ces apparitions en rallye dans les années 1960 sont toutefois épisodiques et ce n'est qu'en 1968 qu'il participe à plusieurs manches de son championnat national, sur Porsche 912, sans résultat probant. En 1970, il effectue une bonne prestation lors du Rallye de Suède, où il amène sa Volvo à la onzième place. Dès l'année suivante, il court régulièrement sur Opel, marque à laquelle il va rester fidèle jusqu'en 1978, sous les couleurs de l'importateur néerlandais de la marque allemande, Bob de Jong, qui deviendra son copilote fin 1974. C'est durant cette période qu'il remporte sa plus belle victoire, le Rallye des Tulipes, en 1976. Avec son Opel Kadett GT/E groupe 2, il devance les pilotes professionnels Maurizio Verini, Gilbert Staepelaere et Markku Alén. Cette même année, il se classe sixième du Rallye de Suède, ce qui reste son meilleur résultat en championnat du monde. Il effectue également une belle prestation au Rallye Monte-Carlo 1977, toujours sur Opel Kadett, terminant dixième du classement général et vainqueur du groupe 1.
En 1979 et 1980, il va courir principalement sur Ford Escort, disputant le championnat d'Allemagne, avant de mettre définitivement un terme à sa carrière sportive en 1987.

## Palmarès

### Titres
- Champion d'Allemagne de l'Ouest des rallyes: 1974 (sur Opel Ascona A);
- Triple Champion des Pays-Bas des rallyes: 1975 (sur Opel Ascona A), 1976 et 1977 (sur Opel Kadett GT/E);
- 4e du championnat d'Europe des rallyes en 1974.

### Meilleurs résultats en Championnat du monde des rallyes (WRC)
- 8e du Rallye de Grande-Bretagne 1973 (Opel Ascona)
- 6e du Rallye de Suède 1976 (Opel Kadett GT/E)
- 10e du Rallye Monte-Carlo 1977 et vainqueur du groupe 1 (Opel Kadett GT/E)
- 8e du Rallye de Suède 1979 (Ford Escort RS2000)

### Victoire en Championnat d'Europe des rallyes (ERC)
- Vainqueur du Rallye des Tulipes en 1976, avec B. de Jong sur Opel Kadett GT/E);

### Podium notable en ERC
- 2e du rallye du sud de la Suède en 1976, avec Anders Davidsson sur Ford Escort RS 1600.